# Солёное (Закарпатская область)
Солёное (укр. Солоне) — бывшее село в Украине, в Закарпатской области Украины, подчинялось Ганичевскому сельсовету Тячевского района. Решением Закарпатского областного совета от 6 марта 2015 объединено с селом Ганичи.
Население по переписи 2001 года составляло 1303 человека. Почтовый индекс — 90535. Телефонный код — 03134.